# Duisburger SC Preußen 1901
Duisburger SC Preußen 1901 is een Duitse sportclub uit Duisburg. De club is actief in atletiek, hockey, tennis en voetbal.

## Geschiedenis
De club werd opgericht op 12 juni 1901 als SC Preußen 01 Duisburg. De club nam deel aan de competitie van de West-Duitse voetbalbond en in 1909 eindigde de club samen met Duisburger SpV bovenaan de rangschikking met 18 punten op 20. Preußen won de testwedstrijd en plaatste zich zo voor de West-Duitse eindronde. Na een 8-5-overwinning op Casseler FV 95 en 4-1 op BV 04 Dortmund plaatste de club zich voor de finale tegen FC 1894 München-Gladbach. De club verloor na verlengingen met 3-2 en miste zo een kans op de nationale eindronde. Hierna plaatste de club zich niet meer voor de West-Duitse eindronde.